# Lékponyva
A lékponyva a lékelhárítás egyik eszköze, melyet a kárt szenvedett hajó személyzete kívülről helyezhet el a hajótestre a lék tömítésére.
A nagyobb hadihajókat hosszúsági és mélységi szekciókra osztják, hogy ezzel pontosan meg tudják határozni a keletkezett lék elhelyezkedését. A hosszúság menti számozást a hajóorrtól kezdik és a szekciók nagyjából egy méter szélesek. A mélységi szekciók számozását a vízvonal felett kezdik. A kárelhárításért felelős tiszt a vízbetörés helyéről kapott információk alapján helyezteti el a lékponyvát, melyet a víz nyomása tart ezt követően a helyén.
A lékponyva pár négyzetméter nagyságú, gyakran nehéz vitorlavászon (újabban speciális matrac) a négy sarkán karikákkal, melyeken át lehet fűzni az acélsodronyokat. A karabiner-szerű horgokkal ellátott acélsodronyokat kihajózás előtt már áthúzzák a hajótest alatt és a végeiket a fedélzet két oldalán rögzítik. A lékponyvát a fedélzeten tárolják készenlétben.

## Lékelhárítási eszközök
Az ún. Havaria leltár tartalma:
- Lékponyva
- Lékcsavar
- Léktapasz: faggyú és kóc
- Puha fák, faékek, csavarok, szegek
- Kalapács, szekerce
- Fűrész

## Linkek
- Lékponyva felhelyezése egy kisméretű vitorláshajóra